# أليخاندرو فيورينا
أليخاندرو فيورينا (بالإسبانية: Alejandro Fiorina)‏ هو لاعب كرة قدم أرجنتيني في مركز الهجوم، ولد في 11 مارس 1988 في روساريو في الأرجنتين. لعب مع سان لويس دي كويلوتا.

## وصلات خارجية
- الموقع الرسمي
- أليخاندرو فيورينا على موقع قاعدة بيانات كرة القدم.إي يو (الإنجليزية)
- أليخاندرو فيورينا على موقع Soccerway.com (الإنجليزية)
- أليخاندرو فيورينا على موقع AS.com (الإسبانية)